# Reidar Magnus Aamo
Reidar Magnus Aamo (5 tháng 8 năm 1898 - 29 tháng 3 năm 1972) là một chính trị gia người Na Uy thuộc Đảng Lao động.
Ông sinh ra ở Os.
Ông được bầu vào Nghị viện Na Uy từ Hedmark năm 1950, và được bầu lại chức vụ này ba lần. Trước đây ông từng là phó đại diện tại Nghị viện trong giai đoạn 1945–1949, trong thời gian đó, ông giữ vai trò là đại diện thường xuyên sau khi Kristian Fjeld được bổ nhiệm vào Nội các Gerhardsen thứ hai.
Ở cấp độ địa phương, Aamo cũng tham gia vào chính trị địa phương ở các thành phố Tolga và Os, cả trước và sau Chiến tranh thế giới thứ hai.
Bên ngoài chính trị, ông là một nông dân và thợ mỏ trước khi trở thành tổng biên tập của Arbeidets Rett từ năm 1932 đến năm 1941. Sau đó, ông trở lại làm nông nghiệp.